# Введенская, Антонина Юрьевна
Антони́на Ю́рьевна Введе́нская (род. 15 августа 1956, Ленинград) — советская и российская актриса театра и кино. Народная артистка России (2014).

## Карьера
Родилась 15 августа 1956 года в Ленинграде.
В 1977 году окончила ЛГИТМиК (курс З. Я. Корогодского) и стала актрисой Ленинградского (Санкт-Петербургского) театра юных зрителей.

## Награды
- Заслуженная артистка РФ (2000).
- Народная артистка РФ (2014).
- Благодарность Законодательного Собрания Санкт-Петербурга (2016)[1].

## Личная жизнь
Муж — Юрий Виролайнен (род. 14 декабря 1964), сын актрисы Любови Виролайнен — актёр Санкт-Петербургского Государственного детского драматического театра «На Неве», Заслуженный артист РФ. Дочь — Любовь Виролайнен (род. 11 декабря 1991), актриса.

## Роли в театре
- Вера — Г. Мамлин «Без страха и упрёка»;
- Ио — В. Распутин «Рудольфио»;
- Ундина — Ж. Жироду «Ундина»;
- Гингема, Бастинда — А. Волков «Волшебник изумрудного города».

## Роли в кино
- 1978 — Ошибки юности — Люся
- 1991 — Изыди!
- 1995 — Четвёртая планета
- 1995 — Всё будет хорошо! — соседка Оли
- 2015 — Мама — Святой Себастьян — Нина
- 2018 — Обратные реакции — Варвара Тимофеевна